# Боббі-Ґей Вілкінс
Боббі-Ґей Вілкінс  (англ. Bobby-Gaye Wilkins, 10 вересня 1988) — ямайська легкоатлетка, олімпійка.

## Виступи на Олімпіадах
| Олімпіада  | Дисципліна              | Місце                |
| ---------- | ----------------------- | -------------------- |
| Пекін 2008 | естафета 4 x 400 метрів | 3 (попередні забіги) |